# 王昇 (新城侯)
王昇（？—1635年），明朝外戚，京城顺天府（今北京市）人，明熹宗的舅舅。

## 生平
王昇的父亲王鉞，他是明光宗王才人（熹宗生母孝和皇太后）的弟弟。明熹宗天啟元年（1621年）闰二月，封新城伯。后因皇子出生，進爵为新城侯。崇祯八年（1635年），王昇去世，子王國興嗣爵为新城侯。崇禎十七年（1644年），李自成克京師，王國興被殺。

## 家族
- 父：王鉞
  - 姐：王才人
    - 外甥：明熹宗朱由校

  - 王昇
    - 子：王國興